# 江頭美智留
江頭 美智留（えがしら みちる、1962年10月11日 - ）は、日本の脚本家。女性。ドリームプラス株式会社所属。劇団クロックガールズ主宰。『ごくせん』、『1リットルの涙』などの作品がある。父親は、文芸評論家の松原新一。

## 来歴
兵庫県神戸市生まれ、西宮市出身。西宮市立浜甲子園中学校、西宮市立西宮東高等学校出身。高校では演劇部に所属した。
高校卒業後、駅の売店の売り子、和文タイプの仕事などを経験。1982年、たまたま知ったという「読売ゴールデンシナリオ賞」（読売テレビ主催）に初めて受験戦争の愚かさを描いたサスペンス作品で応募し、同賞を受賞。1990年、火曜サスペンス劇場『人生相談殺人事件』にて脚本家デビュー。2008年9月3日、自らの劇団「クロックガールズ」を結成。2018年4月19日、宮元多聞と共に演劇ユニット「funfair」を結成。

## 脚本

### テレビドラマ
- 世にも奇妙な物語（1990年、フジテレビ）- 「配達されない手紙」「ルーム・メイト」「ホーム・ドラマ」
- 禁断の果実（1994年、日本テレビ）
- ザ・シェフ（1995年、日本テレビ）
- ナースのお仕事（1996年、フジテレビ）
- 名探偵保健室のオバさん（1997年、テレビ朝日）
- ナースのお仕事2（1997年、フジテレビ）
- 凍りつく夏（1998年、読売テレビ）
- ボーダー 犯罪心理捜査ファイル（1999年、読売テレビ）
- 家族になろうよ!（1999年、TBS）
- イマジン（2000年、関西テレビ）
- 神様のいたずら（2000年、関西テレビ）
- Pure Soul〜君が僕を忘れても〜（2001年、読売テレビ）
- 恋するトップレディ（2002年、関西テレビ）
- ごくせん（2002・2005・2008年、日本テレビ）
- 一攫千金夢家族（2002年、TBS）
- ナイトホスピタル〜病気は眠らない〜（2002年、読売テレビ）
- 一攫千金夢家族2（2003年、TBS）
- 電池が切れるまで（2004年、テレビ朝日）
- 1リットルの涙（2005年、フジテレビ）
- レガッタ〜君といた永遠〜（2006年、テレビ朝日）
- ホテリアー（2007年、テレビ朝日）
- 有閑倶楽部（2007年、日本テレビ）
- ひとがた流し（2007年、NHK総合・NHK BShi）
- タンブリング（2010年、TBS）
- 美咲ナンバーワン!!（2011年、日本テレビ）
- 浪花少年探偵団（2012年、TBS）
- ハイスクール歌劇団☆男組（2012年、CBC）
- モメる門には福きたる（2013年、東海テレビ）
- 泣いたらアカンで通天閣（2013年、読売テレビ）※脚本監修
- 夫のカノジョ（2013年、TBS）
- 花咲舞が黙ってない（2014年、日本テレビ）
- 煙霞 〜Gold Rush〜（2015年、WOWOW）
- 不機嫌な果実（2016年、テレビ朝日）
- 三匹のおっさん3（2017年、テレビ東京）
- こと〜築地寿司物語〜（2017年、舞台）
- ブランケット・キャッツ（2017年、NHK総合）
- 主婦カツ!（2018年、NHK BSプレミアム）
- ワハハ本舗　星川桂と矢原加奈子の売れっ子みたいにしてみたい ショートドラマ「ハレルヤ！」（2021年4月11日）-配信イベント

### 映画
- ガールズ・ステップ（2015年、東映）
- ごくせん THE MOVIE（2009年、東宝）

## 劇団クロックガールズ
2008年、オリジナル脚本を発表する場を求めて旗揚げした。劇団名の由来はcroque（フランス語で「カリカリ」、コロッケの語源）girls（英語で女の子たち）。2009年3月、劇団員募集のオーディションを行い、本格的に活動開始した。すべての脚本を江頭が担当している。公演ごとに、劇団員キャストとほぼ同数の客演やゲストを迎えている。

### 本公演
1. 結婚の条件（2008年9月3日〜8日、スペース107）- 1400人を動員
2. あり得ない！（2009年6月16日〜21日、渋谷ギャラリー・ルデコ／9月21・22日、心斎橋SoapOperaClassics）
3. 死んでも言っちゃいけない、10のこと（2009年11月10日〜15日、シアターブラッツ）
4. あり得ない！（再演）（2010年4月22日〜25日、APOCシアター）- テレビドラマ化記念
5. トラブル万歳！（2010年7月16日〜25日、恵比寿エコー劇場）
6. やっぱりカフェが好き（2010年10月11日〜12月11日、乃木坂コレドシアター）
7. 金ない、愛ない、屋根はある（2011年6月7日〜12日、下北沢Geki 地下Liberty）
8. ザッツ・オーディション（2011年11月1日〜6日、下北沢Geki 地下Liberty）
9. 間違いだらけのスポーツクラブ（2013年4月25日〜28日、道頓堀ZAZA／6月5日〜10日、サンモールスタジオ）- 道頓堀400年祭記念公演
10. LINK（2013年10月29日〜11月3日、新宿バティオス）
11. 鈴木さんチ（2015年3月3日〜8日、中野 劇場MOMO）
12. スタッフ･ロール（2015年12月15日〜20日、中野 劇場MOMO）
13. コメディカルナイト（2016年6月8日〜12日、新宿シアターモリエール）
14. コメディカルナイト（2017年3月2日〜6日、新宿シアターモリエール）
15. 結婚の条件2017（2017年9月13日〜18日、新宿シアターモリエール）- 　鈴木砂羽主演・演出（本作品が初の舞台演出）
16. 丸山家の秘密～ぜんぶ丸聞こえ～（2023年2月21日〜26日、中野ウエストエンドスタジオ）- 松田悟志主演、まゑだコーキ演出[3]

### 番外公演
1. 正しいホシの見つけ方（2012年6月28日〜7月1日、新宿御苑前レストランパペラ）
2. 大安不吉日（2012年11月22日〜25日、レストランパペラ）
3. 大安不吉日2（2015年9月19日〜21日、レストランパペラ）- レストランシリーズ第三弾
4. ウソかマコトか!?（2016年4月2・3日、絵空箱）

### その他
- 江頭美智留傑作選 トラブルレストラン（2014年5月3・4日、あべのハルカス 近鉄アート館）- 同館オープニング公演
- あの日僕らが見た明日（2015年5月8日〜1日、あべのハルカス 近鉄アート館）- 劇団SOLA＆劇団クロックガールズコラボ公演
- 赤と黒のオセロ（2017年5月25日〜28日、新宿ゴールデン街劇場）- 阿部みさと＆高橋乱 一人芝居

## 受賞歴
- 第15回TV-LIFE年間ドラマ大賞2005 脚本賞（『ごくせん』『1リットルの涙』）[4]